# Mathieu Lanes
Mathieu Lanes (geboren 1660; gestorben 1725 in Toulouse) war ein französischer Komponist, Organist und Cembalist.

## Leben und Werk
Über das Leben von Mathieu Lanes ist relativ wenig bekannt, außer dass er zu Beginn des 18. Jahrhunderts Organist und Chorleiter der Kathedrale Saint-Etienne in Toulouse gewesen ist. Bekannt ist er aus einem 134-seitigen Manuskript mit dem Titel Petites pièces d’orgue de M. Lanes („Kleine Orgelstücke von M. Lanes“) (1710–1722) mit 90 anonymen Stücken für die Orgel und François Couperins Cembalostücken (Le Rossignol en amour, Double du Rossignol en amour, Fanfare pour la suite de Diane, La Voluptueuse), aufbewahrt in der Bibliothèque du Conservatoire municipal de Toulouse (Bibliothek des Städtischen Konservatoriums) von Toulouse. Bestimmte Stücke darin, wie die Gavote, das Rondeau, die Piémontoise (rondeau double), und die Sonate in G-Dur, sind wahrscheinlich für das Cembalo bestimmt.

## Verschiedenes
Zu Ehren dieses Musikers wurde eine Straße in Toulouse benannt.